# Werchnjaja Gorbulina
Werchnjaja Gorbulina (russisch Верхняя Горбулина) ist ein Dorf (derewnja) in der Oblast Kursk in Russland. Es gehört zum Rajon Prjamizyno und zur Landgemeinde (selskoje posselenije) Dolschenkowski selsowjet.

## Geographie
Der Ort liegt gut 21 km Luftlinie westlich des Oblastverwaltungszentrums Kursk im südwestlichen Teil der Mittelrussischen Platte, 10 km nordwestlich des Rajonverwaltungszentrums Prjamizyno, 1 km vom Sitz des Dorfsowjet – Bolschoje Dolschenkowo, 73 km von der Grenze zwischen Russland und der Ukraine, am Fluss Rogosna (rechter Nebenfluss des Seim).

### Klima
Das Klima im Ort ist wie im Rest des Rajons kalt und gemäßigt. Es gibt während des Jahres eine erhebliche Niederschlagsmenge. Dfb lautet die Klassifikation des Klimas nach Köppen und Geiger.

## Bevölkerungsentwicklung
| Jahr | Einwohner |
| ---- | --------- |
| 2002 | 108       |
| 2010 | ▼71       |

Anmerkung: Volkszählungsdaten

## Verkehr
Werchnjaja Gorbulina liegt 17 km von der Fernstraße föderaler Bedeutung M2 „Krim“ (ein Teil der Europastraße E105), 8 km von der Straße regionaler Bedeutung 38K-017 (Kursk – Lgow – Rylsk – Grenze zur Ukraine), 2 km von der Straße interkommunaler Bedeutung 38N-073 (Djakonowo – Starkowo – Sokolowka), 1 km von der Straße 38N-074 (38N-073 – Bolschoje Dolschenkowo über Awdejewa), an der Straße 38N-745 (38N-074 – Nischnjaja Gorbulina – Werchnjaja Gorbulina) und 10 km von der nächsten Eisenbahnhaltestelle 433 km (Eisenbahnstrecke Lgow-Kijewskij – Kursk) entfernt.
Der Ort liegt 130 km vom internationalen Flughafen von Belgorod entfernt.